# Alkalmazásspecifikus standard termék

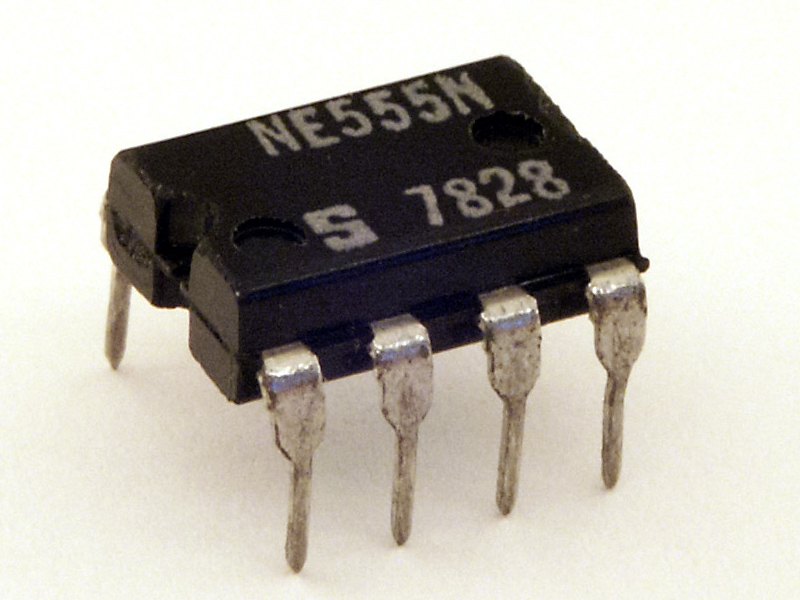
555-ös időzítő IC, egy analóg IC kifejezetten időzítési feladatokra

Egy alkalmazásspecifikus standard termék (application specific standard product vagy ASSP) olyan integrált áramkör, ami egy széles piac számára értékes, specifikus funkciót valósít meg. Az egy-egy vásárló számára tervezett, több funkciót egy csipen egyesítő alkalmazásspecifikus integrált áramkörökkel (ASIC) szemben az ASSP-k kereskedelmi forgalomban megvásárolható komponensek. ASSP-ket sok iparágban használnak, az autóipartól a telekommunikációig.
ASSP-kre példa a mozgókép vagy hang kódolását/dekódolását végző integrált áramkörök.